# Баюбас-де-Абахо
Баюбас-де-Абахо (ісп. Bayubas de Abajo) — муніципалітет в Іспанії, у складі автономної спільноти Кастилія-і-Леон, у провінції Сорія. Населення — 194 особи (2010).
Муніципалітет розташований на відстані близько 140 км на північний схід від Мадрида, 44 км на південний захід від Сорії.
На території муніципалітету розташовані такі населені пункти: (дані про населення за 2010 рік)
- Агілера: 23 особи
- Баюбас-де-Абахо: 171 особа

## Демографія
Динаміка населення (INE ):

## Галерея зображень

Розташування муніципалітету Баюбас-де-Абахо